# San Lorenzo, Abasolo
San Lorenzo är en ort i Mexiko.   Den ligger i kommunen Abasolo och delstaten Guanajuato, i den centrala delen av landet, 270 km väster om huvudstaden Mexico City. San Lorenzo ligger 1 732 meter över havet och antalet invånare är 225.
Terrängen runt San Lorenzo är kuperad åt sydost, men åt nordväst är den platt. Runt San Lorenzo är det ganska tätbefolkat, med 120 invånare per kvadratkilometer. Närmaste större samhälle är Abasolo, 7,3 km väster om San Lorenzo. Trakten runt San Lorenzo består till största delen av jordbruksmark.